# Jornada de recuerdo y compromiso en memoria de las víctimas inocentes de la mafia
La Jornada de Recuerdo y Compromiso en memoria de las víctimas inocentes de la mafia es una celebración anual de sensibilización y movilización en memoria de las víctimas de la mafia en Italia y en todo el mundo organizada desde 1996 por Libera, la red de asociaciones antimafia. 

La fecha del evento se celebra el primer día de primavera (21 de marzo), escogido porque “simboliza [tanto] el renacimiento como la vida ”, así como el comienzo de un camino “a largo plazo ” de compromiso y esperanza. En palabras de Nando Dalla Chiesa, uno de los principales estudiosos del movimiento antimafia a escala civil y social, afirma que este evento se ha convertido “con el paso del tiempo, en uno de los eventos fijos más importantes escritos en la agenda de la Italia civil ”.

En marzo de 2017, fue reconocido por el Estado italiano (Ley del 8 de marzo de 2017, n.º 20) como  “Jornada nacional de la Memoria y el Compromiso en memoria de las víctimas de la mafia".

## Historia del evento

### Contexto histórico
La idea de concebir un día que combinara memoria y compromiso en nombre de las víctimas inocentes de la mafia surgió a mediados de los noventa del siglo XX, al final de una temporada de gran convulsión política y violencia criminal excepcional en la historia de Italia. Por un lado, el fin de la Guerra Fría había provocado una crisis en el sistema político italiano de la posguerra, que acabó abrumado por las investigaciones anticorrupción iniciadas en Milán por la operación conocida como Manos limpias. Por otro lado, y en el mismo período, la confirmación definitiva en casación, en 1992, de la sentencia del primer Juicio multitudinario contra la Cosa Nostra en Sicilia desencadenó una ofensiva mafiosa sin precedentes, que culminó con los atentados ubicados en la ciudad de Capaci y la calle via D'Amelio en Sicilia y, en la península, en la calle via dei Georgofili en Florencia, la calle via Palestro en Milán, y las iglesias de San Jorge en Velabro y San Giovanni Laterano en Roma. Si bien la crisis política generó noticias institucionales y partidistas, la masacre de la mafia provocó una firme y apasionada oposición civil y social, lo que propulsó el movimiento antimafia. En particular, los gravísimos episodios ocurridos en Sicilia, en Capaci y en la calle via d'Amelio en Palermo, promovieron, entre el verano de 1994 y la primavera de 1995, el nacimiento de una red nacional de asociaciones, que recibió el nombre de “Libera. Asociaciones, nombres y números contra las mafias”. Uno de los primeros actos de la red asociativa recién formada fue concebir y proclamar para el 21 de marzo de 1996 un día de recuerdo y compromiso en memoria de las víctimas inocentes de la mafia.

### Origen del evento
Don Luigi Ciotti, fundador de Libera y presidente desde sus inicios hasta la actualidad, atestigua cómo el origen de dedicar un día a la memoria de los nombres de todas las víctimas inocentes de las mafias nació cuando se encontró con dos madres de agentes de policía asesinados por la Cosa Nostra: Carmela Montinaro, madre de Antonio Montinaro, escolta del juez Giovanni Falcone asesinado en el ataque de Capaci; y Saveria Antiochia, madre de Roberto Antiochia, asesinado mientras trabajaba como escolta voluntario del Comisionado Ninni Cassarà. En el primer caso, Don Ciotti recuerda que se encontraba sentado junto a él durante una conmemoración oficial de la masacre de Capaci, cuando, en un determinado momento, Carmela Montinaro le cogió del brazo, confiándole entre lágrimas el dolor de saber que nunca más escuchará pronunciar el nombre de su hijo  en esas ocasiones. Don Ciotti extrajo de esta determinación dos percepciones: por un lado, la nueva dirección que se dará al compromiso social contra las mafias; y, por otro, la continuidad entre este nuevo camino y el que él mismo había recorrido anteriormente con el Grupo Abele de Turín: “De repente me quedó claro que, como en la lucha contra las drogas o la marginación, incluso en la lucha contra la mafia, el objetivo era empezar de nuevo desde el ABC de las relaciones humanas: el de escuchar a las personas y reconocer sus derechos ”, comenzando precisamente por el nombre: “Esa mujer tenía derecho a pronunciar el nombre de su hijo, que en cambio en otras intervenciones... era invariablemente recordado solo como uno de los ‘chicos escolta’ ”. Este camino se cruzó con el iniciado de forma individual por Saveria Antiochia, quien tras la muerte de su hijo había comenzado una orgullosa, enérgica y valiente actividad de denuncia, testimonio y lucha contra la mafia en los medios de comunicación, en las escuelas y también en la política. Dado que se unió pronto a las actividades de Libera, Saveria Antiochia contribuyó de manera decisiva a la realización de la primera edición de la Jornada, a motivar y organizar al primer grupo de familiares, a implementar y comprobar la primera lista de nombres de las víctimas. Mientras, por tanto, Carmela Montinaro había sensibilizado a todos sobre el derecho a un nombre, Saveria Antiochia encarnó de manera ejemplar el otro pilar de la Jornada del 21 de marzo desde un punto de vista ético y práctico: el vínculo entre la memoria y el compromiso.

### La manifestación y los comienzos de la Jornada del 21 de marzo
La “Jornada de Recuerdo y Compromiso” es un evento que requiere meses de planificación, en escuelas y agrupaciones asociativas, en la red territorial de Libera y con las familias de víctimas inocentes. Este período de preparación es fundamental para la reflexión y formación en las escuelas, así como en la red asociativa, para compartir la temática y la elección del “lema” anual que acompañan al 21 de marzo, y forman parte de un recorrido por etapas (denominado “Los Cien Pasos hacia el 21 de marzo”) que desemboca en la Jornada, convirtiéndola en un momento único, capaz de estimular un renovado compromiso con los numerosos objetivos de los que se propone Libera. La Jornada está marcada por una marcha inicial de unos 3 km por las calles de la ciudad (diferente cada año) y por un momento culminante representado por el público y la lectura de la lista de los nombres de víctimas inocentes de todas las mafias. La marcha la presiden los familiares de las víctimas, quienes sostienen la pancarta que promociona la Jornada, mientras que la lectura pública de la lista se encomienda a varias voces, desde las de familiares hasta las de representantes de asociaciones e instituciones involucradas en la lucha contra la mafia. Esta lista, que es el resultado de una constante comprobación y actualización por parte de la asociación Libera en colaboración con los familiares de las víctimas y todos aquellos que sugieren nuevas historias de víctimas, responde a dos criterios esenciales: el primero es la certeza de la inocencia de la víctima; mientras que el segundo recae en la necesidad de expresar una memoria no selectiva: esto significa que la lista incluye a todas las víctimas inocentes de las mafias independientemente de su función en la sociedad, sus asignaciones, su nacionalidad, género o creencia religiosa. En consonancia con este enfoque, que reconoce la igualdad de dignidad a toda víctima inocente, la lectura de la lista se realiza según un criterio pura y rigurosamente cronológico. Los principios expresados en este “rito secular ” responden al derecho a tener un nombre y, por tanto, el derecho a recordar y el fuerte vínculo entre memoria y compromiso. El derecho  a tener un nombre debe entenderse en un sentido no legal, ‘civil’, pero eminentemente ético y existencial: “el nombre es para todos la primera certificación de existencia; este ofrece testimonio de nuestra singularidad como personas, de la importancia de nuestra historia individual ”. A través de la recuperación de la identidad individual y la reconstrucción de la historia y el contexto de las vidas individuales, damos nombre a la memoria viva: las víctimas inocentes de la mafia son arrancadas del olvido, se reconoce su dignidad como personas y la memoria de la persona por parte de los miembros de la familia recibe un valor de esperanza y un significado positivo, activo y socialmente compartido. “Una vez que a los fallecidos se le ha restituido su nombre y la integridad de su historia, ya no son (...) pobres restos dignos de lástima, sino vidas que proteger ”; es decir, vidas que deben ser protegidas, honradas y narradas. Esta operación de memoria se convierte en compromiso en la medida en que, a través de ella, “se sanciona el valor de la vida, no un instrumento de poder, sino un bien a proteger; se reconstruyen piezas importantes de la historia de nuestro país, estrechamente ligadas a la vida de estas personas; enlazamos los vínculos con nuestra vida y la responsabilidad que nos espera; se define un perfil ético hacia el cual proceder; se encarna la dimensión generativa del cambio, aquella contenida en el compromiso ”.

### Las ediciones individuales
A lo largo de los años, la “Jornada de Recuerdo y Compromiso en memoria de las víctimas inocentes de la mafia” evoluciona considerablemente en todos los aspectos, manteniendo inalterados su desarrollo y principios básicos. En particular, crece exponencialmente en número, se diferencia y se articula desde el punto de vista organizativo y se enriquece con nuevos momentos de encuentro, profundidad, testimonio y conciencia. El trabajo de investigación sobre las víctimas inocentes de la mafia nos permite ampliar la lista de nombres de unos trescientos en la primera edición a más de mil en la vigesimosexta edición. A finales de la década de los noventa y la de los dos mil, se empezaron a experimentar formas tangibles de testimonio de la utilidad social de la lucha contra la mafia emprendida por la asociación Libera. En la segunda edición, celebrada en Niscemi, se inaugura el primer parque infantil de la ciudad siciliana: Piazza 21 Marzo, un regalo de Libera: el día está dedicado ese año a los niños, en el décimo aniversario de la muerte de Giuseppe Cutruneo y Rosario Montalto, dos niños de Niscemi de 8 y 11 años, víctimas inocentes de la mafia. En la tercera edición, celebrada en Reggio Calabria, la “Guía para la aplicación de la ley 109/1996 sobre el uso social de los activos de la mafia” se presenta en la escuela secundaria Diego Vitrioli. En Casarano, en 2000, todos los participantes recibieron como obsequio un paquete de aceite de oliva virgen extra “Libera”, producido en las tierras confiscadas a Bernardo Provenzano. A partir de la década de 2000, comenzaron a celebrarse seminarios en profundidad, a veces, como por ejemplo en la edición de 2006 de Turín, incluso conciertos. Desde la octava edición, celebrada en Módena en 2003, la atención prestada a la expansión de las mafias traspasa las fronteras del sur de Italia y también lleva la Jornada de Recuerdo y Compromiso a varias ciudades del Centro-Norte del país: este día se celebró en Turín en 2006, en Milán en 2010, en Génova en 2012, en Florencia en 2013, en Bolonia en 2015, en Padua en 2019. A más tardar desde 2006, el día antes de la Jornada del Recuerdo y Compromiso, se ritualiza el encuentro entre las familias de las víctimas. En este sentido, la importancia de las vísperas de la decimonovena y vigesimosegunda edición es excepcional: en Latina, en 2014, el Papa Francisco realizó una vigilia de oración antes del encuentro con los familiares de las víctimas; mientras que en Locri, en 2017, se reunió con ellos el presidente de la República Sergio Mattarella. En cuanto a la participación popular, pasamos de unos quinientos participantes en la primera edición a más de doscientos mil en la XX, celebrada en Bolonia en 2015. Desde la próxima edición, la XXI, al evento nacional, que se celebra cada año en una ciudad diferente, junto, primero en Italia, luego también en Europa y en el mundo, un número creciente (del orden de varios miles) de eventos locales, en cada uno de los cuales el rito secular del público y la lectura compartida de la lista de nombres se repite simultáneamente. En el año de la pandemia Covid-19, la vigésimo quinta edición, programada en Palermo, se traslada con éxito a Internet y las redes sociales.
Lista de ediciones individuales:
- 1996 – Roma
- 1997 - Niscemi (Caltanissetta)
- 1998 - Reggio Calabria
- 1999 - Corleone (Palermo)
- 2000 - Casarano (Lecce)
- 2001 - Torre Annunziata (Nápoles)
- 2002 – Nuoro
- 2003 – Módena
- 2004 – Gela (Caltanissetta)
- 2005 – Roma
- 2006 – Turín
- 2007 – Polistena (Reggio Calabri)
- 2008 – Bari
- 2009 – Nápoles
- 2010 – Milán
- 2011 – Potenza
- 2012 – Génova
- 2013 – Florencia
- 2014 – Latina
- 2015 – Bolonia
- 2016 – Messina
- 2017 – Locri (Reggio Calabria)
- 2018 – Foggia
- 2019 – Padua
- 2020 – (programado en Palermo, se traslada a Internet y redes sociales debido a la pandemia de la COVID-19)
- 2021 – (en Roma y otras ciudades italianas con iniciativas contingentes en vivo y eventos en línea)
- 2022 - Nápoles

## Enlaces de interés
Relación, descripción y dispositivos iconográficos de las ediciones únicas de la Jornada de 21 de marzo

Lista de nombres y reconstrucciones de vidas individuales de víctimas inocentes de la mafia
- Datos: Q106041575